# Andrzej Boguski
Andrzej (Stanisław) Boguski (Bogucki) z Boguszyc herbu Rawicz (zm. w 1651) – kasztelan sanocki w latach 1628–1651, łowczy sanocki w latach 1618–1628, poseł, dziedzic na Rytarowicach i wsi Kopysno (na płn. od Rybotycz), Chrewt, Krywe, Olchowiec, Paniszczów, Tworylne, Grabownica i Bieniowice.
Jako senator wziął udział w sejmach: 1631, 1632 (III), 1635 (I), 1646 i 1647 roku.
Był synem Macieja Boguskiego z Boguszyc, wojskiego i sędziego ziemi przemyskiej.
Miał brata Łukasza Boguskiego, dziedzica na Bylicach i Rogozinie, który miał syna też Andrzeja Boguskiego – łowczego sanockiego.
Pod koniec lat 20. XVII w. cała wieś Krywe stała się własnością kasztelana sanockiego – Andrzeja Boguskiego i zamieszkał postawionym w niej dworze.
Poseł na sejm 1623 roku z ziemi przemyskiej. Był posłem ziemi sanockiej na sejm 1628 roku i deputatem tego województwa na Trybunał Skarbowy Koronny w 1628 roku.
W roku 1630 chłopi z Hulskiego i Zatwarnicy napadli na znajdujący się w Krywem jego dwór. Słudzy szlacheccy odnieśli rany, a posiadłość w m. Krywem i Chrewt została złupiona.
Deputat z województwa ruskiego na Trybunał Główny Koronny w 1634/1635 roku. Był elektorem Władysława IV Wazy w 1632 roku.
W 1651 r. po śmierci Andrzeja Boguskiego, dobra przeszły w ręce żony Marianny, a następnie jej córki o tym samym imieniu.